# Сърджан Пириватрич
Сърджан Пириватрич (на сръбски: Срђан Пириватрић) е сръбски историк-медиевист и дипломат.

## Биография
Роден е през 1966 г. в Белград. През 1984 г. завършва средното си образование, а през 1990 г. се дипломира в Белградския университет, специалност История. През 1990–1995 г. преминава следдипломна квалификация в същия университет, в поток История на Византия, като през 1995 г. получава образователно-квалификационна степен „магистър“ след защита на магистърска теза „Обхват и характер на Самуиловата държава според византийски извори“.
В периода 1989–1991 г. Сърджан Пириватрич е библиотекар в Семинара по византология във Философския факултет на Белградския университет. От 1991 до 1999 г. е асистент в Катедрата по история на Византия в същия университет, а през 1999-2000 година е изследовател-сътрудник (научен сътрудник) в Института по византология към Сръбската академия на науките и изкуствата (САНИ). В периода 2001–2005 г. е на дипломатическа служба, като до 2003 г. е първи секретар на посолството на Сърбия и Черна гора в София, а до 2005 г. – в Атина. След 2005 година отново е изследовател-сътрудник в Института по византология към САНИ, както и преподавател по история на Византия в Белградския университет. През 2013 г. защитава докторска степен по история.

### Научна дейност
Темите, които Сърджан Пириватрич изследва като историк, са свързани предимно със средновековната история на Балканите. Той принадлежи към Белградската византоложка и медиевистична школа. Негов учител е професор Любомир Максимович.
Някои от публикациите на Сърджан Пириватрич са част от тенденция за преосмисляне в сръбската историография на постулатите за небългарския характер на Самуиловата държава. В книгата „Самуиловата държава. Обхват и характер“ (1997), за разлика от повечето свои колеги в тогавашна Югославия, той аргументира предимно българския характер на държавата на Комитопулите, който нарича несъмнен, и църковната и институционалната й примественост от тази на свалената Крумова династия. Признава и автентичността на Битолския надпис.

### Награди и стипендии
През 1988–1991 г. Сърджан Пириватрич е стипендиант на Републиканска общност за развитие на младите изследователи и научни дейци, в 1992 г. получава стипендия на фондацията „Сасакава“, а в периода 1997–1999 г. – гръцка държавна стипендия.
През 2002 г. получава почетна награда на БАН за принос към чуждата българистика и развитие на научното сътрудничество между БАН и САНИ. През декември 2009 г. получава и почетния знак на президента на Република България за приноса си в развитието на добросъседските отношения, духовното общуване и приятелство между българския и сръбския народ и популяризиране на българската история и култура в Република Сърбия.